# Ich kann dich nicht erreichen
Ich kann dich nicht erreichen (jap. 君には届かない。 Kimi ni wa Todokanai.) ist eine Manga-Serie von Mangaka Mika, die seit 2019 in Japan erscheint. Die Boys-Love-Geschichte erzählt von zwei Oberschülern, die sich seit früher Kindheit kennen und von denen sich der eine heimlich in den anderen verliebt hat.

## Inhalt
Im Gegensatz zu Kakeru Ashiya wird sein Kindheitsfreund Yamato Ohara von seinen Mitschülern gemieden, weil er sich gegenüber allen abweisend verhält und viele ihn unheimlich finden. Nur mit Kakeru kommt er gut zurecht – und viele der Mädchen finden ihn cool und attraktiv. Kakeru wiederum hat viele Freunde, hat aber anders als Yamato keine guten Noten und lässt sich oft von ihm helfen. Umgekehrt will er Yamato zu mehr Freunden verhelfen. Und so nimmt er ihn mit zu einem Gruppen-Date mit Mädchen von einer anderen Schule. Doch auch wenn Yamato bei den Mädchen gut ankommt, ist er an ihnen nicht interessiert. Tatsächlich ist er schon lange heimlich in Kakeru verliebt. Nur seine Schwester hat das schon lange bemerkt. Auch Kakeru hat so langsam diesen Verdacht, weil Yamato sich immer wieder seltsam verhält, kann sich aber überhaupt nicht vorstellen, dass sein kluger und gutaussehender Freund sich in einen durchschnittlichen Typen wie ihn verlieben könnte. Langsam beginnt dieser Verdacht und Yamatos Verlangen nach Kakeru, die Freundschaft der beiden zu belasten.

## Veröffentlichung
Die Serie wird seit 2018 von Kadokawa Shoten in deren Magazin Gene Pixiv veröffentlicht. Die Kapitel erschienen auch zusammengefasst in bisher acht Bänden.
Eine deutsche Übersetzung von Nana Umino wird seit August 2022 von Manga Cult in bisher acht Bänden veröffentlicht (Stand: Dezember 2024). Auf Englisch erscheint der Manga bei Yen Press.